# Marcel Bout
Marcel Bout (Haarlem, 18 november 1962) is een Nederlands voetbalbestuurder, -coach en -scout. 

## Loopbaan
Hij begon als jeugdtrainer bij HFC Haarlem, was twee jaar jeugdtrainer bij ODIN '59 en keerde toen terug bij Haarlem. Bout werkte hij bij Feyenoord en FC Volendam als hersteltrainer, hoofd opleidingen en hoofd scouting. Van 2006 tot 2009 trainde Bout het beloftenteam van AZ. Hij werd door AZ als technisch coördinator en assistent gestald bij satellietclub Telstar. In februari 2010 nam hij de taken van Edward Metgod over als hoofdtrainer bij SC Telstar na ontevredenheid bij het bestuur over de resultaten. Hierna ging Bout  met Louis van Gaal werken bij Bayern München. Na het ontslag van Louis van Gaal bleef Bout bij Bayern München in dienst als video-analist om zijn contract uit te dienen. Hierna werd hij bij Jong Oranje aangesteld als analyticus en scout. Van Gaal werd na het wereldkampioenschap voetbal 2014 aangesteld als trainer bij Manchester United en nam hem mee als assistent trainer. Na twee moeizame seizoenen werd Van Gaal de laan uitgestuurd, alsmede het grootste deel van de Nederlandse staf. Bout niet, hij mocht blijven en heeft kort daarna promotie gemaakt. Bout was tot april 2022 werkzaam als 'chief scout' bij Manchester United waarbij hij de verantwoordelijkheid had over een grootschalige reorganisatie van de jeugdopleiding- en scoutingapparaat. In november 2023 werd hij bij Newcastle United aangesteld als 'chief global scouting'.

## Carrière
| Jaren       | Club              | Functie                                                  |
| ----------- | ----------------- | -------------------------------------------------------- |
| 1995 - 2004 | Feyenoord         | Assistent trainer, herstel trainer, manager beloftenteam |
| 2004 - 2006 | FC Volendam       | Assistent trainer, hoofd jeugdopleiding, hoofd scouting  |
| 2006 - 2009 | AZ                | Manager beloftenteam                                     |
| 2009 - 2010 | SC Telstar        | Technisch manager, assistent-trainer                     |
| 2010        | SC Telstar        | Hoofdtrainer (a.i.)                                      |
| 2010 - 2012 | FC Bayern München | Assistent trainer, analyticus, scout                     |
| 2012 - 2014 | Jong Oranje       | Assistent trainer, analyticus, scout                     |
| 2014 - 2016 | Manchester United | Assistent trainer                                        |
| 2016 - 2022 | Manchester United | Chief Scout                                              |
| 2023 -      | Newcastle United  | Chief global scouting                                    |